# Roman Frodyma

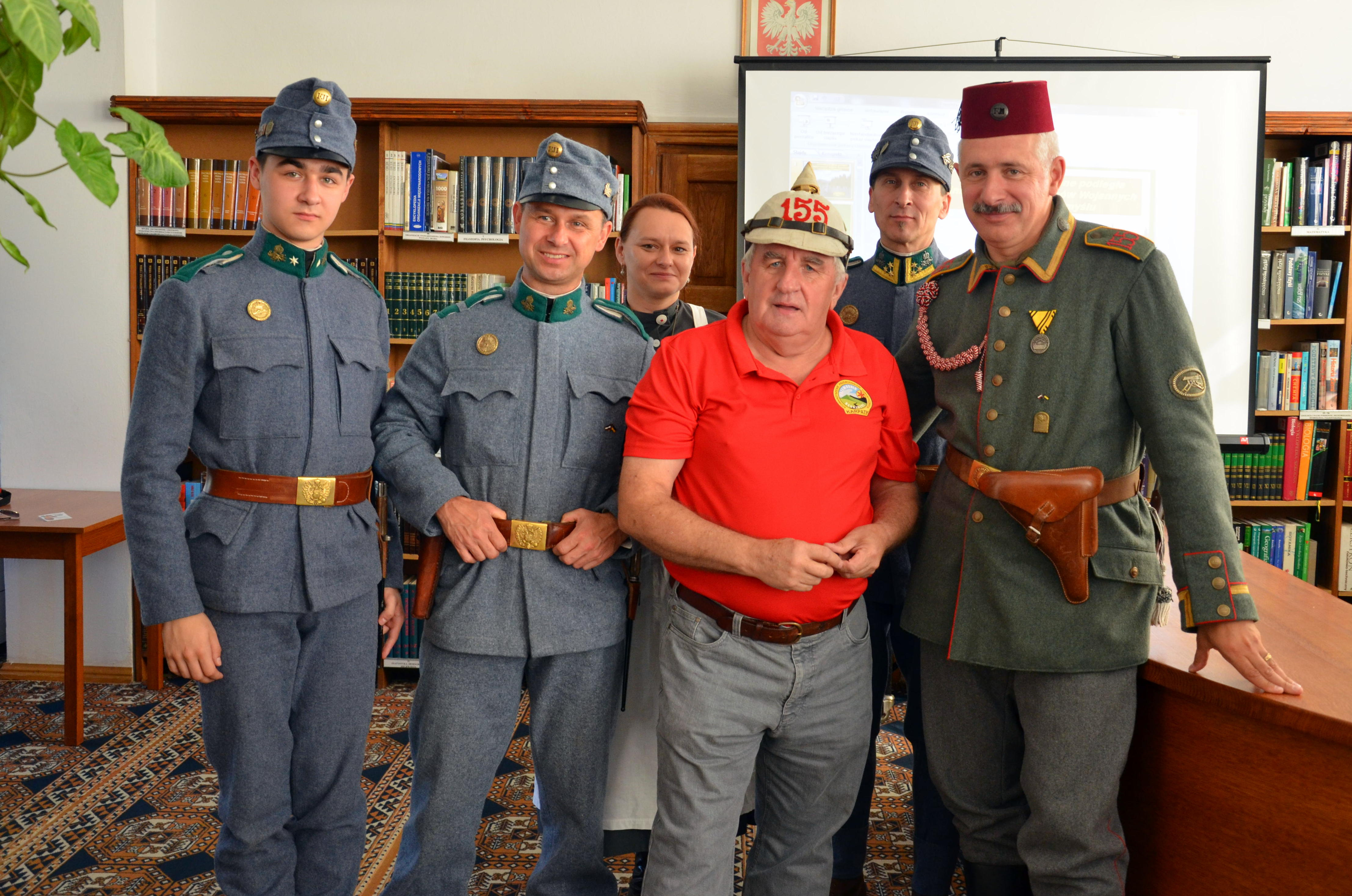
Roman Frodyma, w czerwonej koszuli Stowarzyszenia Karpaty (2013)

Roman Frodyma (ur. 1946 w Leutkirch im Allgäu) – przewodnik beskidzki, historyk amator, autor trzytomowego przewodnika Galicyjskie Cmentarze Wojenne i wielu przewodników oraz opracowań o zachodniogalicyjskich cmentarzach wojennych z lat 1914–1918.
Roman Frodyma to przewodnik beskidzki, strażnik przyrody, przodownik turystyki pieszej i górskiej PTTK. Został członkiem Krośnieńskiego Klubu Ludzi Odważnych, gdy uratował z tonącego samochodu dwoje ludzi.
Badacz historii cmentarzy wojennych – zgromadził wielką dokumentację o cmentarzach wojennych z czasów I wojny światowej na terenie Polski południowej. Za swoją działalność został odznaczony w Wiedniu Złotym Krzyżem Honorowym Austriackiego Czarnego Krzyża i polskimi medalami Komisji Opieki nad Miejscami Pamięci Narodowej.
Autor wydanego w 1985 przez SKPB Warszawa przewodnika Cmentarze wojskowe z okresu I wojny światowej w rejonie Beskidu Niskiego i Pogórza, który przez długie lata był jednym z niewielu źródeł informacji o cmentarzach.
„Nazwano go dla żartu Generalnym Grabarzem Galicji. Nie bez powodu – dzięki Romanowi Frodymie ocalały dziesiątki cmentarzy żołnierskich z czasów wielkiej wojny”. Otrzymał tytuł członka honorowego Galicyjskiego Towarzystwa Historycznego.

## Publikacje
- Budowa cmentarzy wojennych. „Region Jasielski” – Pismo Społeczno-Kulturalne. Jasło: Jasielska Federacja Regionalnych Towarzystw Kultury w Jaśle 2003, nr 5(41). ISSN 1428-1279;
- Cmentarną ścieżką. Warszawa, „Płaj – Almanach Karpacki”, półrocznik Towarzystwa Karpackiego, 2000, nr 20. ISBN 83-85258-22-1;
- Cmentarze wojenne z I wojny światowej na Ziemi Tarnowskiej. Przewodnik turystyczny. Krosno: Wydawnictwo „Ruthenus” 2006. ISBN 978-83-7530-000-0;
- Cmentarze wojenne z I wojny światowej. Okręg I Nowy Żmigród, II Jasło.  Krosno: Wydawnictwo „Ruthenus”. 2015, ISBN 978-83-7530-277-6;
- Cmentarze wojenne z I wojny światowej. Gorlice – Pilzno – Łużna. Gawęda przewodnicka.  Krosno: Wydawnictwo „Ruthenus” 2019. ISBN 978-83-7530-646-0;
- Cmentarz wojenny nr 10 Wola Cieklińska. „Region Jasielski” – Pismo Społeczno-Kulturalne. Jasło: Jasielska Federacja Regionalnych Towarzystw Kultury w Jaśle 2004, nr 5 (47). ISSN 1428-1279;
- Działania wojenne 1944–1945. W: Z przeszłości Frysztaka. Monografia. Praca zbiorowa. Frysztak: Urząd Gminy Frysztak 2010. str. 792–802. ISBN 978-83-7631-121-0;
- Echa wielkiej wojny. Budowa cmentarzy wojennych. „Region Jasielski” – Pismo Społeczno-Kulturalne. Jasło: Jasielska Federacja Regionalnych Towarzystw Kultury w Jaśle 2003, nr 6(42). ISSN 1428-1279;
- Echo wojennej śmierci. „Dębina” – Pismo Stowarzyszenia Kulturalnego. Krościenko Wyżne: Stowarzyszenie Kulturalne "Dębina" w Krościenku Wyżnym 2014, nr 1/2. ISSN 1508-8316
- Frysztacka góra. W: Z przeszłości Frysztaka. Monografia. Praca zbiorowa. Frysztak: Urząd Gminy Frysztak 2010. str. 814-816. ISBN 978-83-7631-121-0;
- Frysztak w latach Wielkiej Wojny 1914–1918. W: Z przeszłości Frysztaka. Monografia. Praca zbiorowa. Frysztak: Urząd Gminy Frysztak 2010. str. 747-784. ISBN 978-83-7631-121-0;
- Futerały Hitlera. W: Z przeszłości Frysztaka. Monografia. Praca zbiorowa. Frysztak: Urząd Gminy Frysztak 2010. str. 803-809. ISBN 978-83-7631-121-0;
- Galicyjskie Cmentarze Wojenne tom I. Beskid Niski i Pogórze. Pruszków: Rewasz 1995. 150 str. ISBN 83-85557-20-2;
- Galicyjskie Cmentarze Wojenne tom II. Okolice Tarnowa. Pruszków: Rewasz 1997. 160 str. ISBN 83-85557-38-5;
- Galicyjskie Cmentarze Wojenne tom III. Brzesko, Bochnia, Limanowa. Pruszków: Rewasz 1998. 154 str. ISBN 83-85557-52-0;
- Karpackim bohaterom. Pamiątki I wojny światowej w krajach Europy Środkowej. „Płaj – Almanach Karpacki”, półrocznik Towarzystwa Karpackiego 2000, nr 20. ISBN 83-85258-22-1;
- Okręg cmentarny Nr 1 Żmigród. „Region Jasielski” – Pismo Społeczno-Kulturalne. Jasło: Jasielska Federacja Regionalnych Towarzystw Kultury w Jaśle 2003, nr 6(42). ISSN 1428-1279;
- Opis cmentarzy wojennych Okręgu nr 1 Żmigród – Cmentarz nr 9 Łysa Góra. „Region Jasielski” – Pismo Społeczno-Kulturalne. Jasło: Jasielska Federacja Regionalnych Towarzystw Kultury w Jaśle 2004, nr 5 (47). ISSN 1428-1279;
- Opis cmentarzy wojennych Okręgu nr 1 Żmigród – Cmentarz nr 11 Wola Cieklińska. „Region Jasielski” – Pismo Społeczno-Kulturalne. Jasło: Jasielska Federacja Regionalnych Towarzystw Kultury w Jaśle 2004, nr 6. ISSN 1428-1279;
- Opis Cmentarzy wojennych Okręgu Nr 1 Żmigród – Desznica i Nowy Żmigród.„Region Jasielski” – Pismo Społeczno-Kulturalne. Jasło: Jasielska Federacja Regionalnych Towarzystw Kultury w Jaśle 2004, nr 4(46). ISSN 1428-1279;
- Opis Cmentarzy wojennych Okręgu Nr 1 Żmigród – Grab. „Region Jasielski” – Pismo Społeczno-Kulturalne. Jasło: Jasielska Federacja Regionalnych Towarzystw Kultury w Jaśle 2004, nr 2(44). ISSN 1428-1279;
- Opis Cmentarzy wojennych Okręgu Nr 1 Żmigród – Krempna. „Region Jasielski” – Pismo Społeczno-Kulturalne. Jasło: Jasielska Federacja Regionalnych Towarzystw Kultury w Jaśle 2004, nr 3(45). ISSN 1428-1279;
- Opis Cmentarzy wojennych Okręgu Nr 1 Żmigród – Ożenna. „Region Jasielski” – Pismo Społeczno-Kulturalne. Jasło: Jasielska Federacja Regionalnych Towarzystw Kultury w Jaśle 2004, nr 1(43). ISSN 1428-1279;
- Opis Cmentarzy wojennych Okręgu Nr 2 Jasło – Cmentarz wojenny nr 14 Cieklin. „Region Jasielski” – Pismo Społeczno-Kulturalne. Jasło: Jasielska Federacja Regionalnych Towarzystw Kultury w Jaśle 2005, nr 1(49). ISSN 1428-1279;
- Opis Cmentarzy wojennych Okręgu Nr 2 Jasło – Cmentarz nr 15 Harklowa. „Region Jasielski” – Pismo Społeczno-Kulturalne. Jasło: Jasielska Federacja Regionalnych Towarzystw Kultury w Jaśle 2005, nr 2(50). ISSN 1428-1279;
- Opis Cmentarzy wojennych Okręgu Nr 2 Jasło – Cmentarz nr 16 Osobnica. „Region Jasielski” – Pismo Społeczno-Kulturalne. Jasło: Jasielska Federacja Regionalnych Towarzystw Kultury w Jaśle 2005, nr 2(50). ISSN 1428-1279;
- Opis Cmentarzy wojennych Okręgu Nr 2 Jasło.„Region Jasielski” – Pismo Społeczno-Kulturalne. Jasło: Jasielska Federacja Regionalnych Towarzystw Kultury w Jaśle 2004, nr 6. ISSN 1428-1279;
- Opis cmentarzy wojennych Okręgu nr 2 Jasło: Cmentarz nr 13 Cieklin. „Region Jasielski” – Pismo Społeczno-Kulturalne. Jasło: Jasielska Federacja Regionalnych Towarzystw Kultury w Jaśle 2005, nr 1(49). ISSN 1428-1279;
- Pod Cieklinką. Wieś Cieklin w I wojnie światowej i cmentarze wojenne. „Płaj – Almanach Karpacki”, półrocznik Towarzystwa Karpackiego 2000, nr 20. ISBN 83-85258-22-1;
- W poszukiwaniu zaginionych cmentarzy. „Gazeta Bieszczadzka” – czasopismo regionalne. Ustrzyki Dolne 2020, nr 7(695), str. 5. ISSN 1231-9333;
- Wrzesień 1939. W: Z przeszłości Frysztaka. Monografia. Praca zbiorowa. Frysztak: Urząd Gminy Frysztak 2010. str. 785–791. ISBN 978-83-7631-121-0;
- Wojennym szlakiem 48 Dywizji Piechoty. „Płaj – Almanach Karpacki”, półrocznik Towarzystwa Karpackiego 2009 (jesień 2009), nr 39. ISSN 1230-5898;
- Zardzewiała śmierć. W: Z przeszłości Frysztaka. Monografia. Praca zbiorowa. Frysztak: Urząd Gminy Frysztak 2010. str. 810–813. ISBN 978-83-7631-121-0.